# ریش‌آبی (گیاه)
کاریوپتریس یا ریش‌آبی (نام علمی: Caryopteris) نام یک سرده از تیره نعناعیان است. این گیاه بومی شرق آسیا (چین، کره، ژاپن، مغولستان) است.